# Evenementenbeveiliging
Sinds het begin van de jaren 90 van de 20e eeuw heeft zich binnen de particuliere beveiliging een specialisatie, evenementenbeveiliging, ontwikkeld. De taak van bedrijven die zich hebben gespecialiseerd in evenementenbeveiliging is het in de hand houden van feesten, voetbalwedstrijden en andere evenementen en zorgen dat ruzies niet uit de hand lopen.
De werkzaamheden alsmede het specifieke soort publiek waarmee een evenementenbeveiliger te maken krijgt is gelieerd aan de diverse evenementen. Zo verschilt het publiek van houseparty’s ten opzichte van de bezoekers van een zakelijk evenement zoals een beurs. Hetzelfde geldt voor cafébezoekers en voetbalsupporters. Door deze diversiteit van bezoekers wordt van de evenementenbeveiliger verwacht dat hij kennis heeft van uiteenlopende zaken waarmee hij geconfronteerd kan worden. Deze professionele afzonderlijke vorm van beveiliging kent een eigen cao en een beroepsopleiding.

## VBE
Sinds een aantal jaren hebben de evenementenbeveiligingsbedrijven zich verenigd in een branchevereniging. Deze vereniging, de Vereniging van Beveiligingsorganisaties voor Evenementen, kortweg VBE kent een vijftigtal leden, en is na een afscheiding van de grote evenementenbeveiligingsbedrijven opnieuw gestart in 2011. De VBE is samen met de vakbond de Unie de partij waarmee de evenementenbeveiligings cao is afgesloten.

## Event Security Officers
In samenwerking met het ECABO en de SVPB ontwikkelde de SOEB (Opleidingsfonds van de VBE) de nieuwe functie-opleiding Event Security Officer (ESO). Een Event Security Officer is een beveiligingsmedewerker die specifiek assisteert bij de beveiliging van publieksevenementen. Zoals beschreven in de 'Circulaire particuliere beveiligingsorganisaties en recherchebureaus' mag dit uitsluitend in nevenfunctie gebeuren.

## Veiligheidsbranche
De Vereniging van Particuliere Beveiligingsorganisaties, (Voorheen VPB) is per 1 januari 2012 opgegaan in de Nederlandse Veiligheidsbranche met een aparte ledensectie met eigen cao voor de (grote) Evenementenbeveiligingsbedrijven. De cao voor de Particuliere Beveiliging is afgesloten door FNV,CNV en de Unie, terwijl de Evenementenbeveiligingsbedrijven een cao hebben afgesloten voor hun sectie met de LBV.